# ENTSO-E

Енергосистеми, що входять до складу ENTSO-E

ENTSO-E (англ. European Network of Transmission System Operators for Electricity, дос. «Європейська мережа операторів систем передачі електроенергії») — європейська мережа операторів системи передачі електроенергії, що об'єднує 43 оператори у 39 країнах європейського континенту. 

## Загальна характеристика
Організація створена у липні 2009 року шляхом первинного об'єднання операторів ATSOI, BALTSO, ETSO, NORDEL, UCTE і UKTSOA. Станом на 2021 рік у своїй структурі має п'ять керуючих галузевих груп, які координують забезпечення безпечної та оптимальної роботи мережі Європи в реальному часі, підтримує та розробляє комунікаційну інфраструктуру, забезпечує координацію захисту критичної інфраструктури, розробляє правила координації, веде класифікацію та оцінку ризиків, займається плануванням та стратегіями розвитку.

## Учасники
- Австрія, Austrian Power Grid AG, Verbund, Vorarlberger Übertragungsnetz GmbH
- Албанія, OST sh.a — Albanian Transmission System Operator
- Боснія і Герцеговина, Nezavisni operator sustava u Bosni i Hercegovini
- Бельгія, Elia System Operator SA
- Болгарія, Electroenergien Sistemen Operator EAD
- Велика Британія, National Grid Electricity Transmission plc, System Operator for Northern Ireland Ltd, Scottish Hydro Electric Transmission plc]], Scottish Power Transmission plc
- Греція, Independent Power Transmission Operator S.A.
- Данія, Energinet
- Естонія, Elering AS
- Ірландія, EirGrid plc
- Ісландія, Landsnet hf
- Іспанія, Red Eléctrica de España S.A.
- Італія, Terna — Rete Elettrica Nazionale SpA
- Кіпр, Cyprus Transmission System Operator
- Косово, KOSTT
- Латвія, AS Augstsprieguma tīkls
- Литва, Litgrid AB
- Люксембург, Creos Luxembourg S.A.
- Молдова, Moldelectrica
- Нідерланди, TenneT TSO B.V.
- Німеччина, TransnetBW GmbH, TenneT TSO GmbH, Amprion GmbH, 50Hertz Transmission GmbH
- Норвегія, Statnett SF
- Північна Македонія, Transmission System Operator of the Republic of North Macedonia
- Польща, Polskie Sieci Elektroenergetyczne S.A.
- Португалія, Rede Eléctrica Nacional, S.A.
- Румунія, C.N. Transelectrica S.A.
- Сербія, Akcionarsko društvo Elektromreža Srbije
- Словаччина, Slovenská elektrizačná prenosová sústava, a.s.
- Словенія, ELES, d.o.o.
- Туреччина, TEİAŞ (спостерігач)
- Угорщина, MAVIR Magyar Villamosenergia-ipari Átviteli Rendszerirányító Zártkörűen Működő Részvénytársaság
- Україна, Укренерго
- Фінляндія, Fingrid Oyj
- Франція, Réseau de Transport d'Electricité
- Хорватія, HOPS d.o.o.
- Чехія, ČEPS a.s.
- Чорногорія, Crnogorski elektroprenosni sistem AD
- Швеція, Svenska Kraftnät
- Швейцарія, Swissgrid ag

## Правовий ґрунт
Третій енергетичний пакет і Регламент (ЄС) № 714/2009 щодо умов доступу до мережі для транскордонних обмінів у сфері регулювання електроенергетики визначають завдання та обов’язки ENTSO-E. Регламент (ЄС) № 838/2010 про вказівки, що стосуються механізму компенсації між TSO, визначає методологію, за якою TSO отримують компенсацію за витрати, понесені під час розміщення транскордонних потоків електроенергії. Регламент (ЄС) № 347/2013 щодо керівних принципів для транс’європейської енергетичної інфраструктури визначає Європейські проєкти спільного інтересу (PCI) визначає десятирічний план розвитку мережі ENTSO-E (TYNDP) як основу для вибору PCI. ENTSO-E також уповноважена розробити відповідну методологію витрат і вигод для оцінки проєктів інфраструктури передачі.
Регламент про прозорість  № 543/2013 щодо подання та публікації даних на ринках електроенергії зобов’язує постачальників і власників даних держав-членів Європи подавати фундаментальну інформацію, пов’язану з виробництвом електроенергії, навантаженням, передачею, балансуванням, відключеннями та управлінням перевантаженнями для публікації через платформу прозорости ENTSO-E.
ENTSO‑E не класифікується як «орган державного сектору» за значенням, наданим у Директиві про відкриті дані 2019 року.

## Інтеграція України та Молдови
Від початку своєї розбудови енергосистема України технологічно пов'язана та функціонує паралельно з енергосистемами Росії, Білорусі та Молдови, маючи в основному залежність від Росії у випадку надзвичайних ситуацій.
З початком Російсько-української війни та окупації Криму з'явився суспільний запит на блокаду економічних стосунків з окупантом та політична воля для подальших інтеграційних процесів з Євросоюзом, серед них — інтеграція енергосистеми України з європейською системою. З добудовою Білоруської АЕС Україна також стала імпортером електроенергії з Білорусі, яка буде виплачувати виручені кошти Росатому як погашення кредиту. Очікувано, що європейський ринок буде більш прозорим, менш політизованим, більш відкритим, становитиме кращі перспективи.
Починаючи з 2003 року Бурштинський енергоострів працює синхронно з європейською мережею, що дозволило мати валютні прибутки та продавати електроенергію у декілька сусідніх країн. Проте, повна синхронізація енергосистеми України з європейською енергетичною мережею ENTSO-E передбачає відокремлення її від енергосистем Росії та Білорусі, виведення її в автономну роботу та приєднання до енергосистеми Європи.
У 2017 році було підписано меморандум, що передбачає синхронізацію ОЕС України з ENTSO-E у 2023 році та визначено пріоритет інтеграції ОЕС України до загальноєвропейської енергосистеми ENTSO-E як одну з ключових стратегічних цілей НЕК «Укренерго». До синхронізаційних процесів також підключено Молдову, оскільки Молдова, будучи значною мірою пов'язаною з енергосистемою України, подібний крок самостійно зробити не зможе, не зустрівши при цьому значних фінансових втрат.
Основними інтеграційними етапами передбачається переоснащення мережі (130 млн євро), налагодження диспетчеризації (92 млн євро), удосконалення резерву генерації та її автоматичного контролю (130 млн євро) Загальна вартість інтеграції української енергосистеми до Європи була оцінена у 352 млн євро, з яких доля Укренерго мала становити 222 млн євро.
16 березня 2022 року енергосистема України була повністю синхронізована з енергомережею континентальної Європи ENTSO-E. Відповідне рішення було ухвалено об'єднанням системних операторів ENTSO-E 11 березня 2022 року. Після синхронізації Об'єднана енергосистема України працює стабільно, частота підтримується на рівні 50 ГЦ.
14 грудня 2023, вищий керівний орган ENTSO-E — Генеральна Асамблея — під час свого засідання, повідомила, що НЕК «Укренерго» стала повноправним членом Асоціації Європейської мережі операторів системи передачі електроенергії ENTSO-E.

### Переваги
Енергосистема Європи (ENTSO-E) станом на початок 2018 року має ряд переваг по ємності 1136 ГВт проти 300 ГВт енергосистеми Росії/Білорусі, має безкоштовну міждержавну торгівлю електроенергією, ринкове ціноутворення, розподілений (частковий) внесок у стабільність системи, спільні єдині технічні стандарти експлуатації та законодавчу базу, відсутність впливу воюючої з Україною РФ як ключового балансорегулятора у випадку аварійних ситуацій.